# Peine de mort dans le Maine
Jusqu'en 1885, le Maine utilise la pendaison comme mode d'exécution des condamnés à la peine de mort. Celle-ci est abolie par l'Assemblée législative en 1876 par 75 voix contre 68, mais avait été rétablie en 1883. Elle est définitivement abolie en 1887, deux ans après la dernière exécution le 21 novembre 1885 de Daniel Wilkinson, condamné pour le meurtre d'un officier de police au cours d'un cambriolage. La lente agonie de Wilkinson est alors une des raisons mises en avant par les abolitionnistes pour soutenir que la peine de mort était une pratique inhumaine.
Un projet de loi a été présenté par l’Assemblée législative du Maine pour rétablir la peine de mort en 1925 sans suite. Il y a eu d’autres tentatives pour rétablir la peine de mort dans l'État en 1937, 1973, 1975, 1977 et 1979, mais aucune mesure législative n’a été prise suite de ces tentatives. 

## Sources
- (en) Cet article est partiellement ou en totalité issu de l’article de Wikipédia en anglais intitulé « Capital punishment in Maine » (voir la liste des auteurs).